# Bryce Moon
Bryce Daren Moon (Pietermaritzburg, 1986. április 6. –) dél-afrikai válogatott labdarúgó.

## Pályafutása

### Klubcsapatokban
Bryce Moon felnőtt pályafutását az északír Coleraine FC csapatánál kezdte. 2005 és 2008 között a dél-afrikai Ajax Cape Town labdarúgója volt. 2008 és 2011 között a görög élvonalbeli Panathinaikósz játékosa volt, amellyel a Bajnokok Ligájában is pályára lépett. A 2013-2014-es szezonban a Mamelodi Sundowns csapatával dél-afrikai bajnok lett. 2017 óta szabadon igazolható.

### Válogatott
Hússzoros dél-afrikai válogatott labdarúgó, tagja volt a 2008-as afrikai nemzetek kupáján és a hazai rendezésű 2009-es konföderációs kupán szerepelt dél-afrikai keretnek is.

#### Góljai a dél-afrikai válogatottban
| #  | Dátum            | Ellenfél | Eredmény | Kiírás              | Esemény |
| -- | ---------------- | -------- | -------- | ------------------- | ------- |
| 1. | 2008. január 16. | Botswana | 2 – 1    | barátságos mérkőzés | 44'     |

## Sikerei, díjai
- Mamelodi Sundowns
  - Dél-afrikai bajnok: 2013-14

## Magánélete
Testvére, Ryan szintén dél-afrikai válogatott labdarúgó.